# Jaume Ponç (esgrima)

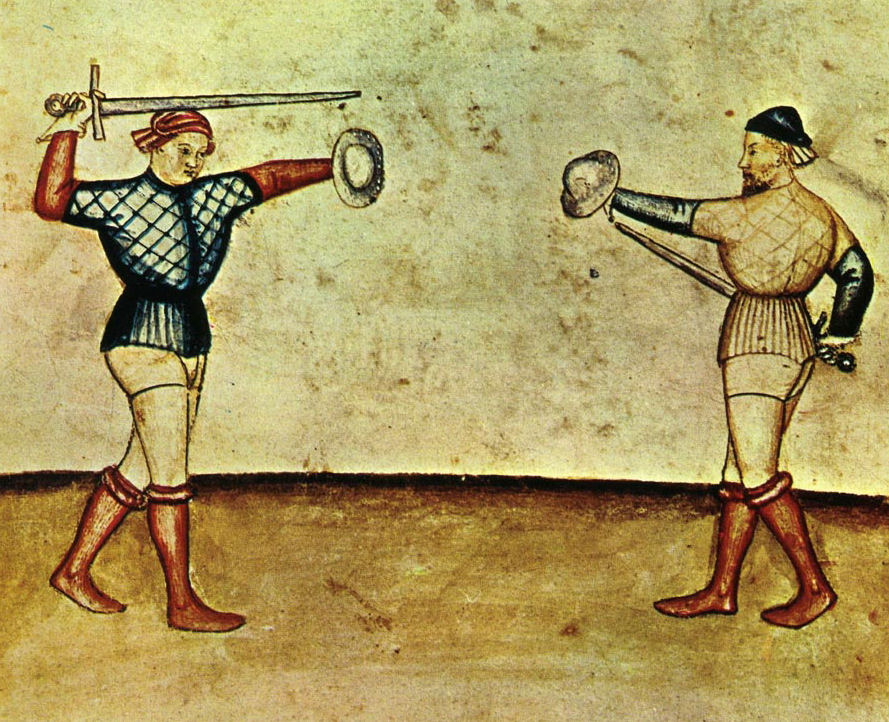
Lluita amb espasa i broquer.

Jaume Ponç fou un mestre d'esgrima de Mallorca establert a Perpinyà.
Està reconegut com a autor d'un tractat d'esgrima publicat a Perpinyà l'any 1474.

## Nom
El nom del mestre Ponç es presenta de diverses maneres: Jacobus Pons, Jayme Pons, Jaime Ponz,...
Alguns autors l'anomenen Joan o "Juan", en castellà.

## Obra

### Títol
L'Enciclopèdia Catalana proposa com a títol de l'obra “ La veritable esgrima e l'art d'esgrimir”. Pel que fa a la data indica l'any 1472.

### Contingut
Malgrat que el tractat de Jaume Ponç consta com a desaparegut (de moment i des de fa uns dos-cents anys), alguns estudiosos del tema han pogut refer (Tim Rivera entre altri), fins a cert punt, la matèria de la seva obra. Això ha estat possible analitzant algunes obres posteriors que citen aspectes del llibre del mestre Ponç.
El principal document sobre el tema és References to the fencing treatise of Jaime Pons de Perpiñan, de Tim Rivera.
- Armes considerades: espasa, espasa i broquer, espasa de dues mans, llança, punyal i dall.[4]
- Accessoris: L'ús de la capa com a recurs de defensa i atac. Una pedra llançada a l'oponent per a distreure’l.[5]

| « | …siendo cierto, que en este pensamiento siguió imitando a Iayme Pons, que primero que otro dixo, que hallándose el diestro con arma desigual (en lo menor) a la de su contrario, que lleve consigo vna piedra,ó vn puñal,y haga que se la tira dos,ó tres vezes, y que se la tire a las piernas, o pies, y luego con presteza arremeta detràs de la piedra ò puñal, y lo hallarà turbado, y le podrà herir… | » |
| — Nueva ciencia y filosofia de la destreza de las armas, su teorica y practica. Luís Pacheco de Narváez. Pàgina 563. | |   |

### Lèxic
L'obra de Jaume Ponç estava escrita en català. La seva recuperació suposaria el retrobament d'un lèxic tradicional català d'esgrima només intuït en comentaris posteriors. Pacheco de Narváez esmenta les accions “roda” i “contraroda”, que són catalanismes evidents.

## Documents

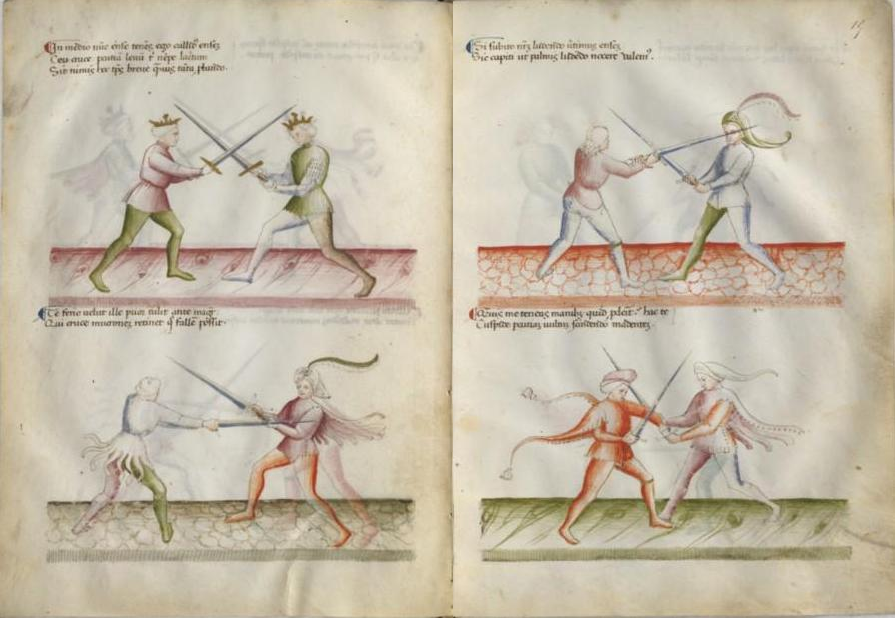
Imatges de lluita amb espases de dues mans.

La documentació sobre Jaume Ponç és escassa i la majoria de referències són indirectes. La que s'exposa a continuació és una relació cronològica de les fonts més importants.
- 1466. Jacobi Pons. "...discipulus olim venerabilium magistorum Jacobi Pons ville Perpiniani..."[7]
- 1618. Luís Pacheco de Narváez.
  - Carta al duque de Cea[8]
  - Engaño Y Desengaño de los Errores que se han querido introducir en la destreza de las armas.[9]
  - Nueva ciencia y filosofia de la destreza de las armas, su teorica y practica... : Iayme Pons (Pàgina 563).
- 1670. Giuseppe Morsicato Pallavicini. La scherma illustrata.[10]

| «                                | ll primo, che trovo havere scritto di quesa lodevole professione, è Giaime Ponz di Perpignano di Maiorica, il quale impresse il suo libro l'anno del Signore 1474, che fu sommamente stimato. Poi fu Pietro dela Torre, di Natione Spagnola, che fiori parimente nell'istesso tempo; ritrovando stampato il suo libro nel medesimo anno del 1474. | » |
| — Giuseppe Morsicato Pallavicini | |   |

- 1696. Nicolas Antonio.[11]

| «                 | Carta al Duque de Cea, diziendo su parecer acerca del libro de Geronimo de Carranza, de Madrid en quatro de Maio de MDCXVIII in 8. In hac epistola Ioannis Pons Perpinianensis meminit, hujus artis, antequam Carranza monumentis suis eam illustraret, centum & triginta quinque integris annis scriptorem... | » |
| — Nicolas Antonio | |   |

- 1836. Fèlix Torres Amat. Memorias para ayudar a formar un diccionario critico de los escritores catalanes y dar alguna idea de la antigua y moderna literatura de Cataluña.[12]
- 1885. Egerton Castle. Schools and Masters of Fencing: From the Middle Ages to the Eighteenth Century[13]
  - La cita de Egerton Castle és curta, però introdueix la variant "Pona" en el cognom: "JAYME (Jaume or Jacobus) PONS (or PONA) de Majorca. Perpiñan. 1474".

- 1891. Enrique de Leguina. Bibliografía e historia de la esgrima española.[14] Repeteix les dades proporcionades per Egerton Castle.
- 1931. Julián Zarco Cuevas. En el Catálogo de los manuscritos catalanes, valencianos, gallegos y portugueses de la biblioteca de El Escorial, va indicar l'obra de Jaume Ponç com a manuscrit desaparegut.[15]

| « | 239. Maestro Ponce. Arte de esgrima, en lengua lemosina, con hermosas figuras y letras de oro. v. D. 1. 1. P. 9. Ms. H. I. 5, fols. 176 v. y 207 r. | » |
| — Catálogo de los manuscritos catalanes, valencianos, gallegos y portugueses de la biblioteca de El Escorial / Fr. Julián Zarco Cuevas. Pàgina 164. | |   |